# Iesu!
 (décembre 2009).
Iesu! est une pièce de théâtre en langue galloise écrite en 2008 par le dramaturge gallois Aled Jones Williams (cy), également prêtre anglican. La pièce est interprétée pour la première fois en août 2008 dans le théâtre Sherman Cymru à Cardiff, au cours de l'Eisteddfod Genedlaethol, un festival culturel et littéraire multicentenaire au Pays de Galles.
La pièce a été à l'origine de beaucoup de controverses, parce qu'elle dépeint Jésus sous les traits d'une femme. Des mouvements chrétiens ont considéré le sujet blasphématoire, mais d'autres, dans l'église, l'ont accueilli favorablement pour la discussion suscitée à propos du messie.
Le script, en gallois,  est publié par Gwasg Gomer.